# 城戸常雄
城戸 常雄（きど つねお、1962年 - ）は、日本の医学者。神経内科、内科の専門医である。
京都大学で遺伝子治療の研究を行なっていたが、2000年に神経幹細胞の研究のために渡米、新たな神経幹細胞「OligoGenie」を発見した。
OligoGenieは髄鞘を形成するために必須な細胞、オリゴデンドロサイトへの分化能が極めて高い特徴を持っており、城戸はこのOligoGenieの特徴を活かし、脊髄損傷、多発性硬化症、筋萎縮性側索硬化症といった神経系の難治性疾患の治療薬の開発を進めるため、NEDOの「研究開発型ベンチャー支援事業」の支援を受け、2015年に株式会社オリゴジェン（本社：東京都千代田区）を起業した。
2017年8月、京都iCAPはオリゴジェンの経営理念と新規神経幹細胞を見い出した研究開発力を高く評価し、そーせいコーポレートベンチャーキャピタル株式会社、ニッセイ・キャピタル株式会社、SMBCベンチャーキャピタル株式会社と共に、総額1億1105万円の第三者割当増資を行った。

## 略歴
- 1962年、福井県武生市（現・越前市）に生まれる。
- 福井県立武生高等学校、京都大学医学部卒業。
- 2000年、京都大学 Assistant Professor 在職中に、アメリカ国立衛生研究所（NIH）へ留学。
- 2015年、米国立神経疾患・脳卒中研究所（NINDS）、ジョンズ・ホプキンズ大学を経て、オリゴジェンを起業。